# Lee Duck-hee
Lee Duck-hee (* 29. Mai 1998 in Jecheon) ist ein südkoreanischer Tennisspieler.

## Karriere
Lee spielte von 2011 bis 2015 auf der ITF Junior Tour, wo er im März 2014 mit Rang 3 seinen höchsten Platz erreichen konnte. Bei den Grand-Slam-Turnieren der Junioren schaffte er 2014 bei den US Open sowie 2015 bei den Australian Open mit einem Viertelfinaleinzug jeweils sein bestes Abschneiden.
In seinem ersten Jahr als Profi 2013 zog er bei einem Turnier der ITF Future Tour in sein erstes Finale ein und beendete das Jahr innerhalb der Top 1000. 2014 konnte er auf diesem Niveau die ersten zwei Titel gewinnen und ein weiteres Finale erreichten. 2015 kamen weitere fünf Titel hinzu, wodurch er auch an Turnieren der höher dotierten ATP Challenger Tour teilnehmen konnte und hier in Anning, Seoul und Suzhou auch erstmals Viertelfinals erreichte. Als einer der jüngsten Spieler stand er damit Ende 2015 in den Top 250 der Tennisweltrangliste.
In seinem bis dato erfolgreichsten Jahr 2016 holte der Koreaner drei Future-Titel, spielte fortan aber die meiste Zeit bei Challengers. Hier zog er gleich viermal in ein Halbfinale ein. In Kaohsiung gelang ihm darüber hinaus sein erster Finaleinzug. Im Finale verlor er gegen Chung Hyeon, seinen fast gleichaltrigen ebenfalls aufstrebenden Landsmann. Im Halbfinale hatte er mit Yūichi Sugita seinen ersten Top-100-Spieler besiegt. In diesem Jahr wurde Lee zudem erstmals in die südkoreanische Davis-Cup-Mannschaft berufen.
2017 stand Lee beinahe im Hauptfeld der Australian Open 2017, verlor in der entscheidenden Qualifikationsrunde aber gegen Alexander Bublik in drei Sätzen. In der Folgezeit erreichte er zwar im April mit Rang 130 sein bisheriges Karrierehoch, kam im Laufe des Jahres aber nur einmal über das Viertelfinale bei Challengers – Halbfinale in Seoul – hinaus, wodurch er an Plätzen verlor und Ende des Jahres auch wieder Futures spielen musste.
2018 scheiterte Lee erneut in der letzten Runde der Qualifikation von Melbourne, diesmal an Ruben Bemelmans, ebenso im Tie-Break des dritten Satzen gegen Jaume Munar in Paris. Bei Challengers spielte er wieder konstanter und beendete das Jahr auf Platz 203. Im Davis Cup bewahrte er sein Team durch zwei Einzelsiege vor dem Abstieg in die Kontinentalgruppe II.

## Besonderheiten
Seit seiner Geburt ist Lee Duck-hee gehörlos und deswegen beim Tennis von den Handzeichen der Umpires abhängig. Weil er die Schläge der Gegner nicht hört, wird oft behauptet, er habe als Gehörloser gegenüber den anderen Spielern einen Nachteil. Lee Duck-hee verweist darauf, den Ball zwar nicht zu hören, „aber dafür spüre ich ihn“. Durch die Stille werde er nicht so leicht abgelenkt wie andere Spieler.